# إيفو أوليفيرا
إيفو أوليفيرا (بالبرتغالية: Ivo Oliveira‏) هو دراج برتغالي، ولد في 5 سبتمبر 1996 في فيلا نوا دغايا في البرتغال.

## وصلات خارجية
- إيفو أوليفيرا على موقع الاتحاد الدولي للدراجات (الإنجليزية)
- إيفو أوليفيرا على موقع أرشيف الدراجات (الإنجليزية)
- إيفو أوليفيرا على موقع إحصائيات الدراجات الإحترافية (الإنجليزية)
- إيفو أوليفيرا على موقع نسبة الدراجات (الإنجليزية)
- إيفو أوليفيرا على موقع CycleBase (الإنجليزية)